# Kirchhoff Automotive
Kirchhoff Automotive med hovedkvarter i Iserlohn er en 4. generations ejet familievirksomhed. De er underleverandører til bilindustrien af metal- og hybridstrukturer til karosseri og stel. I 2022 havde de en omsætning på 1,550 mia. euro og over 8.000 ansatte i 11 lande.
Historien begyndte med Conrad von der Becke, Stephan Witte og Franz Hermann Herbersbers, der grundlagde en virksomhed for produktion af alle slags nåle af støbestål nåletråd.